# سيدني فوكس
سيدني فوكس (بالإنجليزية: Sidney Fox)‏ (و. 1911 – 1942 م) هي ممثلة، وممثلة مسرحية، من الولايات المتحدة الأمريكية، ولدت في مدينة نيويورك، توفيت في بيفرلي هيلز كاليفورنيا، عن عمر يناهز 31 عاماً.

## وصلات خارجية
- سيدني فوكس على موقع IMDb (الإنجليزية)
- سيدني فوكس على موقع أول موفي (الإنجليزية)
- سيدني فوكس على موقع قاعدة بيانات برودواي على الإنترنت (الإنجليزية)
- سيدني فوكس على موقع قاعدة بيانات الأفلام السويدية (السويدية)
- سيدني فوكس على موقع قاعدة بيانات الفيلم (الإنجليزية)
- سيدني فوكس على موقع كينوبويسك (الروسية)